# Antoine-Alexandre Barbier
Pour les articles homonymes, voir Barbier.
Antoine-Alexandre Barbier, né le 11 janvier 1765 à Coulommiers et mort le 5 décembre 1825 à Paris 10e, est un bibliothécaire et bibliographe français, surtout connu pour son Dictionnaire des ouvrages anonymes et pseudonymes.

## Biographie
Fils de Nicolas-Valentin Barbier, conseiller du roi et échevin de Coulommiers, marguiller de la paroisse Saint-Denis, et de Marie-Magdeleine Margoullier, Antoine-Alexandre fait ses études au collège de Meaux. Ordonné prêtre le 11 avril 1789, il est vicaire à Dammartin, à l’avènement de la Révolution. Après avoir prêté serment à la constitution civile du clergé, il est nommé curé constitutionnel de la Ferté-sous-Jouarre. En 1793, il renonce à la prêtrise et épouse Charlotte-Félicité Maréchal, une ancienne religieuse. L’année suivante, il est élu par le département de Seine-et-Marne membre de l’École normale de Paris.
Son érudition lui vaut d’être nommé, le 19 janvier 1795, membre de la Commission temporaire des arts, qui l’adjoint au comité d’instruction publique de la Convention nationale, chargé de recueillir, dans les couvents et dans les établissements publics supprimés, les livres et autres objets d’arts, pour les placer dans les divers dépôts du gouvernement. Peu intéressé par l'engagement politique, il souhaitait avant tout se concentrer sur son travail de savant.
En décembre 1795, la Commission temporaire des arts change de nom pour devenir le Conseil de conservation des objets de sciences et d'arts:35. Le jour même, les membres du nouveau Conseil choisissent l’abbé Leblond comme président. Barbier deviendra l'un de ses principaux collaborateurs et contribuera, pendant toute la durée du Directoire, à mettre en œuvre les différentes politiques en matière de livres et de bibliothèques. À défaut de développer une véritable amitié, les deux hommes apprendront à s'apprécier et à développer de bons rapports professionnels:435.
Une de leurs premières missions étant de réduire la quantité de dépôts littéraires pour économiser de l'argent au gouvernement. Le ministre de l'Intérieur, Pierre Bénézech, leur demande, à cette fin, de superviser le triage de livres jugés inutiles. Ceux touchant à la religion étant les premiers concernés, Leblond et Barbier décident, devant l'ampleur de la tâche, de s'attaquer en premier aux dépôts de la région parisienne. Selon une estimation, il y aurait eu plus d'un million et demi de volumes provenant de mille deux cents fonds uniquement à Paris et à Versailles:23. Les deux hommes développent et appliquent une méthode de triage des volumes en trois classes leur permettant d'évaluer la valeur des documents afin de décider de la vente ou de la conservation de ceux-ci.
Pendant cette période, Barbier prendra également part à la constitution des bibliothèques des ministères des Relations extérieures, des Finances et de l'Intérieur:37. Pour cette dernière, il innovera en classant les ouvrages par ordre alphabétique du nom de famille des auteurs plutôt que par matières:39. Souhaitant également augmenter le nombre de bibliothèques dans les communes, il remet, avec Leblond, le 12 octobre 1797, au Conseil de conservation allant en ce sens contenamt, entre autres, une liste précise de communes à privilégier en cas de création de nouvelles bibliothèques, initiative dont les objectifs ne seront finalisés que sous le Consulat.
Le 11 février 1798, il est nommé, à l’instigation de François de Neufchâteau, conservateur de la bibliothèque du Directoire. Toujours en compagnie de Leblond, il reçoit la responsabilité d'organiser une bibliothèque au palais du Luxembourg, où étaient installés les cinq directeurs. Toutefois, dès le mois de septembre suivant, Leblond décida de se consacrer uniquement à la bibliothèque des Quatre-Nations. C'est donc principalement Barbier qui réussit à augmenter le nombre de volumes de quinze mille à trente mille et à rédiger le catalogue de la bibliothèque. Cette nomination marquera aussi le début d'une longue complicité entre Neufchâteau et Barbier. Le premier nommera plus tard le second au poste de conservateur de la bibliothèque du Conseil d'État, qui a succédé à celle du Directoire après le coup d'État du 18 Brumaire, en plus de lui demander de nombreuses recherches bibliographiques:461.
En 1806, il publie les premiers volumes du Dictionnaire des ouvrages anonymes et pseudonymes. L’année suivante, Napoléon, qui a eu plusieurs occasions d’apprécier son mérite, et le nomme son bibliothécaire particulier à la place de Louis Ripault. Outre le Dictionnaire des anonymes, auquel son nom reste attaché, il a également publié un grand nombre de notices et d’articles dans le Mercure, le Magasin encyclopédique, la Revue encyclopédique, dans l’Encyclopédie moderne de Courtin.
Les nouvelles fonctions de Barbier le rapprochèrent souvent de la personne de l’Empereur, auquel il lui présente, avec des analyses détaillées, les meilleurs ouvrages qui paraissaient, ou ceux que les auteurs avaient offerts. C'est lui également qui avait la responsabilité de constituer les bibliothèques de campagne. Amoureux des livres, Barbier possédait une bibliothèque personnelle de mille deux cents volumes:21. Napoléon l’a également chargé de lui faire des rapports sur divers points de controverse religieuse. C’est ainsi que, le 5 janvier 1811, l’Empereur désire savoir « s’il y avait des exemples d’empereurs qui avaient suspendu ou déposé des papes. »
On doit à Barbier la création des bibliothèques du Louvre, de Compiègne, de Fontainebleau. À la Restauration, il fut nommé administrateur des bibliothèques particulières du roi. Il perdit cette place en 1822, peu de temps après avoir reçu la décoration de la Légion d’honneur, peu après avoir publié le premier volume de la seconde édition de son Dictionnaire des Anonymes.
Quoique paraissant supporter cette disgrâce avec courage, Barbier est très sensible à cette destitution inattendue, qui l’arrachait aux habitudes de toute une vie. Ses deux fils, Louis Nicholas et Olivier Alexandre, ont tous deux été conservateurs à la bibliothèque du Louvre (d).

## Publications
- Catalogue des livres de la Bibliothèque du Conseil d'État, t. premier [- second], Paris, Imprimerie de la République, an xi [1803], [4]-xxvii-[1 bl.]-592 p. ; [4]-404 p., 2 vol. in-fº (OCLC 559706131, lire en ligne sur Gallica).
- Dictionnaire des ouvrages anonymes et pseudonymes composés, traduits ou publiés en français, avec les noms des auteurs, traducteurs et éditeurs 1806-1809, 4 vol. in-8º, 2e édit., 1822-1827.
- avec Nicolas-Toussaint des Essarts, Nouvelle Bibliothèque d’un homme de goût : entièrement refondue, corrigée et augmentée, contenant des jugements tirés des journaux…, Paris, Duminil-Lesueur, 1808-1810, 5 vol. in-8º (lire en ligne).
- Examen critique et complément des dictionnaires historiques les plus répandus : depuis le Dictionnaire de Moreri jusqu’à la Biographie universelle inclusivement, t. 1er A.-J., Paris, Rey et Gravier, Baudouin frères, 1820, viii-491 p., in-8º (OCLC 461289516, lire en ligne sur Gallica)Ouvrage inachevé.

## Ouvrages cités
- Jacques-Alphonse Mahul, Annuaire nécrologique, ou Supplément annuel et continuation de toutes les biographies ou dictionnaires historiques, Paris, Ponthieu, 1825-1826, 6e année (lire en ligne), p. 7-13.
- Ferdinand Hoefer, Nouvelle Biographie générale, t. 4, Paris, Firmin-Didot, 1853, p. 445-6.
- « Barbier Antoine-Alexandre », dans Stéphane Baciocchi (dir.), Dictionnaire prosopographique des élèves nommés à l'École normale de l'an III, 2016 (lire en ligne).
- Jacques Jourquin, « Barbier (Antoine-Alexandre), 1765-1825 », dans Jean Tulard, Dictionnaire Napoléon, t. 1 A-H, Paris, Fayard, 1999 (réimpr. 2011), 2 vol. ; 24 cm (ISBN 978-2-21360-485-5, OCLC 1022127854, lire en ligne).
- Jacques Jourquin, La Dernière Passion de Napoléon : la bibliothèque de Sainte-Hélène, Paris, Passé Composés, 2021, 336 p., 4 p. de pl. : ill. en coul. ; in-8º (ISBN 978-2-37933-732-1, OCLC 1261500022, lire en ligne).
- Dominique Margairaz, François de Neufchâteau : biographie intellectuelle, Paris, Éditions de la Sorbonne, 2005, 558 p. (ISBN 979-1-03510-451-1, OCLC 1366224267, lire en ligne).
- Pierre Riberette, « De la commission des monuments au Conseil de conservation », dans Dominique Varry, Histoire des bibliothèques française : les bibliothèques de la Révolution et du XIXe siècle, 1789-1914, Paris, Cercle de la Librairie-Promodis, 1991, xii, 671 p. (OCLC 1424695479, lire en ligne), p. 29-42.
- Cécile Robin (Thèse de doctorat), Au purgatoire des utilités : les dépôts littéraires parisiens (an II - 1815), Paris, Université Paris 1 Panthéon-Sorbonne, 2013, 957 p., 2 vol. ill., graph. ; 30 cm (OCLC 933785381, lire en ligne).
- Charles-Éloi Vial, Napoléon et les bibliothèques : livres et pouvoir sous le Premier Empire, Paris, Perrin/CNRS, 2021, 365 p., 8 p. de pl. : illustr., fac-sim. ; in-8º (ISBN 978-2-27111-688-8, OCLC 1269622256, lire en ligne).